# Diplasterias octoradiata
Diplasterias octoradiata är en sjöstjärneart som först beskrevs av Studer 1885.  Diplasterias octoradiata ingår i släktet Diplasterias och familjen trollsjöstjärnor. Inga underarter finns listade i Catalogue of Life.